# Мкалеле, Хелман
Хе́лман Мкале́ле (англ. Helman Mkhalele; 20 октября 1969, Ньюкасл, ЮАР) — южноафриканский футболист, игрок сборной ЮАР. Играл на позиции полузащитника. В составе сборной принимал участие во многих международных турнирах.

## Карьера

### В ЮАР
Мкалеле начал карьеру на родине в клубе «Джомо Космос». Проведя в нём 3 сезона, он перешёл в другой южноафриканский клуб — «Орландо Пайретс». В 1994 году «Орландо Пайретс» стал победителем Национальной футбольной лиги. В сезоне 1996/97 новой Премьер-лиги ЮАР Мкалеле провёл 41 матч, забил 6 голов и, тем самым, помог клубу занять 3 место среди 18 команд.

### В Турции
Перейдя в 1997 году в турецкий клуб «Кайсериспор», Мкалеле стал одним из первых южноафриканских футболистов, выступавших в турецком чемпионате. В сезоне 1997/98 чемпионата Турции Мкалеле выступал за «Кайсериспор», но по его окончании клуб потерял место в высшем дивизионе страны. В 1998 году футболист перешёл в «Анкарагюджю». Несмотря на 14 место в сезоне 1998/99, клуб получил право участвовать в предварительном раунде Кубка УЕФА 1999/00, так как «Анкарагюджю» дошёл до полуфинала Кубка Турции, а в финале оказались команды, получившие право участия в еврокубках по результатам чемпионата. В 2001 году Мкалеле подписал контракт с клубом «Гёзтепе», где провёл следующие два сезона. Игрок часто выходил на поле, но в сезоне 2002/03 клуб занял предпоследнее место, и в 2003 году Мкалеле ушёл из команды, перейдя в «Малатьяспор». После 2 сезонов игрок вернулся в родной клуб «Джомо Космос», где в 2008 году завершил карьеру.

### В сборной
Хелман Мкалеле дебютировал за сборную ЮАР в 1994 году. Позже игрок трижды принимал участие в Кубке африканских наций: в 1996 (ЮАР стала чемпионом), 1998 (2 место) и 2000 (3 место) годах. Футболист участвовал в Кубке конфедераций 1997, на котором забил 2 гола: в ворота сборной Чехии (итоговый счёт 2:2) и Уругвая (счёт 3:4 в пользу Уругвая). В 1998 году он вместе со сборной поехал на чемпионат мира 1998 во Франции. Всего Мкалеле провёл за сборную ЮАР 66 матчей и забил 8 голов.